# Heinz Feneis
Heinz Feneis, född 1908, död 2001, var en tysk anatom och professor. Han är främst känd för sitt verk "Anatomisk bildordbok", som översatts till ett trettiotal språk och har givits ut i fem upplagor på svenska. "Anatomisk bildordbok" är i medicinkretsar mer känd som "Feneis". Det tyska originalets titel är "Feneis' Bild-Lexikon der Anatomie".